# Universidade Católica do Sudão
A Universidade Católica do Sudão é uma universidade católica localizada no Sudão e no Sudão do Sul.
Sob a administração da Sociedade de Jesus, a Universidade realizou, em setembro de 2008, um acordo com o Ministério de Educação, Ciência e Tecnologia do então governo autônomo sul-sudanês (2005-2011), de modo que ficará baseada em Juba, no Sudão do Sul, com a Faculdade de Artes e Ciências Sociais; em Wau com a Faculdade de Ciências Agronômicas e Ambientais e Engenharia; e em Cartum, capital do Sudão, com a Faculdade de Ciências da Computação.